# José Mendes Cabeçadas Júnior

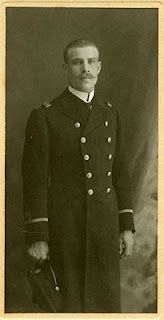
José Mendes Cabeçadas Junior.

José Mendes Cabeçadas Júnior (Loulé, 19 augustus 1883 - Lissabon, 11 juni 1965) was een Portugees viceadmiraal, politicus en eerste minister.

## Militaire loopbaan
Na zijn opleiding aan de Polytechnische School begon hij aan een militaire loopbaan bij de marine en vanaf 1902 volgde hij een opleiding aan de marineschool. Tussen 1908 en 1909 werkte hij als havenkapitein in de Portugese kolonie Mozambique.
Toen op 5 oktober 1910 de Eerste Portugese Republiek werd uitgeroepen speelde hij een belangrijke rol: als commandant van de kruiser "Adamastor" nam hij deel aan de revolte tegen koning Emanuel II van Portugal door vanuit de Adamastor het Palácio das Necessidades, waar de koninklijke familie resideerde, te beschieten. Vervolgens werd hij bevorderd tot kapitein-luitenant.

## Politieke loopbaan

### Afgevaardigde
Mendes Cabeçadas was een vrijmetselaar en overtuigde republikeinen, die gedurende zijn leven lid was van meerdere partijen. In 1911 begon zijn politieke loopbaan toen hij verkozen werd in de Assembleia da República.

### Revolutie van 28 mei 1926
Na de revolutie van 28 mei 1926 werd hij op 30 mei 1926 premier van Portugal en op 2 juni 1926 interim-president ter opvolging van Bernardino Machado. Zijn republikeinse politiek zorgde er al gauw voor dat hij van de revolutionairen kritiek kreeg op zijn ambtsvoering. Uiteindelijk werd hij op 19 juni 1926 als premier en president vervangen door generaal Manuel de Oliveira Gomes da Costa. In de drie weken die hij regeerde vormde hij driemaal zijn regering om en nam de leiding over van verschillende ministeries.
Hij zette zijn militaire loopbaan verder en tussen 1928 en 1931 nam hij meerdere posities over in het marinearsenaal: zo was hij achtereenvolgens voorzitter van de Commissie voor de Bouw van Marinebasissen, voorzitter van de Bouwcommissie, intendant en uiteindelijk superintendent van het marinearsenaal. In 1930 werd hij bevorderd tot viceadmiraal. Van juni 1931 tot oktober 1932 was hij plaatsvervangend oppercommandant van de marine, waarna hij voor korte tijd belast werd met de burgerlijke administratie van de koloniën en vicegouverneur was van de Banco do Angola.

### Estado Novo
Van 1933 tot 1947 was hij intendant van het arsenaal van Alfeite in de buurt van Almada. In deze functie was hij in 1946 en in 1947 betrokken bij mislukte staatsgrepen. In 1947 werd hij wegens die reden op pensioen gezet.
Tot op hoge leeftijd bleef hij in de politiek geïnteresseerd. Zijn laatste grote politieke handeling vond plaats in 1961, toen hij een van de drie eerste ondertekenaars was van het programma dat ijverde voor de democratisering van de Portugese Republiek.
Manuel de Arriaga · Teófilo Braga · Bernardino Machado · Sidónio Pais · João do Canto e Castro · António José de Almeida · Manuel Teixeira Gomes · Bernardino Machado · Mendes Cabeçadas · Gomes da Costa · António Óscar Carmona · António de Oliveira Salazar · Francisco Craveiro Lopes · Américo Tomás · António de Spinola · Francisco da Costa Gomes · António Ramalho Eanes · Mário Soares · Jorge Sampaio · Aníbal Cavaco Silva · Marcelo Rebelo de Sousa
- International Standard Name Identifier: 0000 0000 3770 0052
- Library of Congress Control Number: n98103147
- WorldCat: E39PBJg4mWYT99yDrm39ckRdwC